# ابن ربن الطبري
هو العالم المسلم أبو الحسن علي بن سهل ربَّن الطبري. ولد في مرو من أعمال طبرستان سنة 780م 164 هـ أو سنة 770م ـ 153 هـ وهو ينحدر من أسرة فارسية مسيحية حسب كل من ألدو مييلي وابن خلكان؛ لكنه اعتنق الإسلام على يد المعتصم. ويقول محمد زبير الصديقي محقق كتاب «فردوس الحكمة»: إن المتوكل هو الذي دعاه إلى الإسلام فلباه واعتنقه، فلقبه بلقب مولى أمير المؤمنين، ولشرف فضله جعله من ندمائه.
أما لقب ربَّن فيعني الأستاذ الجليل حسب ألدو مييلى الذي يقول:>إن اللقب السرياني، ربان، كان مستعملاً عند المسيحيين مطابقاً للفظ أستاذ عندنا.
كان والده سهل عالماً بارعاً في الطب والهندسة، والتنجيم، والرياضيات، والفلسفة ويقال أنه أول من ترجم إلى العربية كتاب المجسطي لبطليموس. وقد تلقى أبو الحسن دراسته الأولى على والده الذي علمه الطب والهندسة، والفلسفة، إلى جانب اللغتين العربية والسريانية. وبعد وفاة والده تعمق في دراسة الطب وأصبح طبيباً مشهوراً. وقد مارس الطب في مدينة الري، ثم ذهب إلى العراق واستقر بمدينة "سر من رأى (سامراء)، حيث صار كاتباً للخلفاء المعتصم والواثق والمتوكل.

## حياته
ينحدر علي من عائلة فارسية  أو سريانية  في طبرستان. ذكر حسين نصر أنه تحول إلى الإسلام من الزردشتية  ولكن سامي ك. هامارنة وفرانز روزنتال قالا إنه تحول من المسيحية. كان والده سهل بن بشر مسؤولًا رسميًا وعضوًا عالي المستوى ويحظى باحترام كبير في المجتمع السرياني.
أدخله الخليفة العباسي المعتصم (833-842) في خدمة المحكمة التي واصلها في عهد المتوكل (847-861). كان علي بن سهل يجيد اللغة السريانية واليونانية، وهما المصدران للتقاليد الطبية في العصور القديمة كما كان ضليعاً بالخط العربي الرفيع.

## أعماله
1- كان كتابه الفردوس الحكمة («جنة الحكمة») الذي كتبه باللغة العربية ويسمى أيضًا الكناش مرجعاً للطب في سبعة أجزاء. كما ترجمها إلى اللغة السريانية لإعطائها فائدة أكبر.لم تدخل المعلومات في فردوس الحكمة قيد التداول العام في الغرب لأنه لم يتم تحريرها حتى القرن العشرين عندما قام محمد زبير صديقي بجمع نسخة باستخدام المخطوطات الجزئية الخمسة الباقية. لا يوجد حتى الآن ترجمة باللغة الإنجليزية. نشرت الترجمة الألمانية من قبل الفريد سيجل وذلك للفصول المتعلقة بالطب الهندي فقط في عام 1951.
2- تحفة الملوك («حاضر الملك»)
3- عمل متعلق بالاستخدام السليم للغذاء والشراب والأدوية
4- حفظ الصحة («العناية الملائمة بالصحة») يتبع السلطات اليونانية والهندية
5- كتاب الرقة (كتاب السحر أو التمائم)
6- كتاب في الحجامة («أطروحة عن الحجامة»)
7- كتاب في ترتيب الأرضية («أطروحة عن تحضير الطعام»)

## فردوس الحكمة
يعُتبر فردوس الحكمة واحداً من أقدم الموسوعات في الطب الإسلامي وذلك بناءً على الترجمات السريانية للمصادر اليونانية والهندية. وينقسم إلى 7 أقسام و30 جزء مع 360 فصل في المجموع.
الجزء الأول. الأفكار الفلسفية العامة والفئات والطبيعة والعناصر والتحول والتخلق والتفسخ. ينقسم إلى 12 فصلاً يعالج فيها الأفكار الفلسفية متابعاً أرسطو في الغالب.
- اسم الكتاب وتكوينه. يذكر المؤلف من بين مصادره أبقراط، جالين وأرسطو حنين بن إسحاق
- حول شكل المادة وكميتها ونوعيتها
- حول مزاجات بسيطة ومركبة
- حول التناقض بين هذه المزاجات ودحض رأي أولئك الذين يزعمون أن الهواء بارد (من المزاج).
- سم بياني للمزاجات الأربعة وسلوكها المتناقض
- حول نشأة المزاجات الواحدة من الأخرى
- الاقتباس من تحول أفلاطون
- حول النشأة والتحلل
- حول الفاعل والمنفعل
- حول نشأة الأشياء من العناصر، عمل الكرة السماوية والأجسام المضيئة فيها.
- حول آثار عمل العناصر على الهواء والظروف الجوفية
- حول الأجرام السماوية والألوان التي تطلقها في الهواء (قوس القزح)

الجزء الثاني. علم الأجنة، الحمل، وظائف ومورفولوجيا الأعضاء المختلفة، الأعمار والفصول، علم النفس، الحواس الخارجية والداخلية، المزاج والعواطف، الخصوصيات الشخصية، المشاعر العصبية، الكزاز، السعال، الخفقان، الكابوس، العين الشريرة، النظافة وعلم التغذية.
- الكتاب الأول
- الكتاب الثاني
- الكتاب الثالث
- الكتاب الرابع
- الكتاب الخامس

الجزء الثالث. متع الغذاء وعلم التغذية. ثلاثة فصول
الجزء الرابع. (الأطول، 107 من أصل 276 ورقة و152 فصلاً. الفصول قصيرة وغالباً ما تكون أقل من صفحة واحدة ونادراً ما تكون أكثر من صفحتين. لا يوجد سوى القليل من علامات وأعراض كل مرض وعلاجات موصى بها ولكن لا توجد دلالات على حالات فعلية أو ملاحظات سريرية) علم الأمراض العامة والخاصة من الرأس إلى القدمين ويختتم مع سرد لعدد من العضلات والأعصاب والأوردة والأطروحات على بضع الوريد والنبض والتنظير البولي.
- كتاب 1 (9 فصل) عن الأمراض العامة وعلامات وأعراض الاضطرابات الداخلية ومبادئ العلاجات.
- كتاب 2 (14 فصل) عن أمراض وإصابات الرأس؛ وأمراض الدماغ بما في ذلك الصرع وأنواع مختلفة من الصداع وطنين الأذن والدوار وفقدان

الذاكرة والكوابيس.
- كتاب 3 (12 فصل) عن أمراض العيون والجفون والأذن والأنف (بما في ذلك الرعاف والنزف) والوجه والفم والأسنان.
- كتاب 4 (7 فصل) عن الأمراض العصبية، بما في ذلك التشنج، الكزاز، الشلل، الشلل في الوجه، إلخ.
- كتاب 5 (7 فصل) عن أمراض الحلق والصدر والأعضاء الصوتية بما في ذلك الربو.
- كتاب 6 (6 فصل) عن أمراض المعدة، بما في ذلك الحازوقة.
- كتاب 7 (5 فصل) عن أمراض الكبد، بما في ذلك الاستسقاء.
- كتاب 8 (14 فصل) عن أمراض القلب والرئتين والمرارة والطحال.
- كتاب (19 فصل) عن أمراض الأمعاء (وخاصة القولنج) والأعضاء البولية والتناسلية.
- كتاب 10 (26 فصل) عن الحمّيات الدقّية، سريعة الزوال، المستمرة، الثلاثية، الرباعية، شبه الرباعية وذات الجنب والأزمات والتشخيص

والأعراض المواتية وغير المواتية وعلامات الموت.
- كتاب 11 (13 فصول) عن الروماتيزم، النقرس، عرق النسا، الجذام، داء الفيل، السيلوفولا، الذئبة، السرطان، الأورام، الغرغرينا، الجروح

والكدمات. تتناول الفصول الأربعة الأخيرة المسائل التشريحية بما في ذلك أعداد العضلات والأعصاب والأوعية الدموية.
- كتاب 12 (20 فصول) عن بضع الوريد والحجامة والحمامات ومؤشرات النبض والبول.

الجزء الخامس. من الأذواق والروائح والألوان. كتاب واحد يتألف من 9 فصول.
الجزء السادس المواد الطبية والسمية.
الجزء السابع. المناخ والمياه والفصول في علاقتها بالصحة الخطوط العريضة لعلم الكونيات وعلم الفلك وفائدة علم الطب: وملخص الطب الهندي في 36 فصول.

## اسهاماته في الطب
تتجلى الاسهامات العلمية لعلي بن ربَّن في تصنيفه في عدد من المواضيع الطبية التي تطرق لها بتفصيل في كتابه فردوس الحكمة، ومنها: وضع المبادئ العامة للطب، وقواعد الحفاظ على الصحة الجيدة، وذكر بعض الأمراض التي تصيب العضلات، ووصف الحمية للحفاظ على الصحة الجيدة، والوقاية من الأمراض؛ إضافةً إلى مناقشة جميع الأمراض من الرأس إلى القدم، وأمراض الرأس والدماغ، وأمراض العين، والأنف، والأذن، والفم، والأسنان، وأمراض العضلات، وأمراض الصدر والرئة، وأمراض البطن والكبد والأمعاء، وأنواع الحمى. كما وصف النكهة والطعم واللون، وتعرض للعقاقير والسموم. في الكتاب ناقش ابن سهل طب الأطفال ونمو الطفل وعلم النفس والعلاج النفسي بالتفصيل. في العلاج النفسي، ركز على العلاقة بين الإرشاد والعلاج. قائلاً أن المرضى يشعرون بالمرض في المقام الأول بسبب أوهام أو خيالات. مثل هذه الحالات يمكن علاجها باستخدام «المشورة الحكيمة». وهو نظام يؤسس علاقة مع المرضى، ويكسب تقتهم ويؤدي في النهاية إلى نتائج إيجابية.
ربما لم يكن ابن ربن مشهوراً بقدر تلميذه النجيب، الرازي. لكن كلماته ما زالت خالدة حيث يقول: " عندما كنت مسيحياً، كنت أقول كما كان يقول أحد أعمامي المتعلمين البليغين: " أن البلاغة ليست إحدى علامات النبوءة لأنها عامة لكل الناس. لكن عندما تخلصت من التقليد الأعمى والعادات القديمة وتركت الالتزام بالعادات وتأملت معاني القرآن، عرفت أن ما يدعيه أتباع القرآن صحيح. الحقيقة أنني لم أجد أي كتاب سواء كان عربياً أو فارسياُ أو هندياً أو حتى يونانياُ منذ بداية العالم إلى الآن يتضمن حمداً لله، إيماناً بالأنبياء والرسل، وحثاً على عمل الخير الدائم، ويأمر بالخير وينهى عن الشر ويلهم الرغبة بالجنة وتجنب النار مثل القرآن. لذلك، عندما يجلب شخص ما لنا كتاباً بمثل هذه الصفات يلهم خشوعاً وحلاوة في القلب محققاً نجاحاً خالداً، وهو –أي الشخص هذا- في نفس الوقت أمي، لم يتعلم فن الكتابة أو الخطابة. فإن هذا الكتاب، وبلا أي شك، أحد أدلة نبوءته".

## مؤلفاته
لعلي بن ربن عدد من الكتب الطبية وأشهرها كتاب فردوس الحكمة (850م) 236هـ وهو عبارة عن موسوعة طبية، تطرق فيه لجميع فروع الطب؛ إضافةً إلى بحوث في الفلسفة وعلم النفس والحيوان، والفلك، والظواهر الجوية. وقد كتبه بالعربية وترجمه في الوقت نفسه إلى اللغة السريانية. ونشرت منه عدة نسخ في بلدان مختلفة. وقام الدكتور محمد زبير الصديقي بتحقيق هذا الكتاب، وقد طبع في الهند عام 1928. وفي سنة 1996 تم طبع الكتاب ونشره من طرف معهد تاريخ العلوم العربية والإسلامية في إطار جامعة فرانكفورت الألمانية.
له أيضا كتاب تحفة الملوك، وحفظ الصحة، وكتاب في ترتيب الأغذية، ومنافع الأطعمة والأشربة والعقاقير، وكتاب الرقى وكتاب في الحجامة. أضاف الزركلي إلى مؤلفاته كتاب «الدين والدولة» الذي يدافع فيه عن الإسلام. وله أيضا «الرد على أصناف النصارى»